# Logan Echolls
Logan Echolls est un personnage fictif de la série Veronica Mars et du film. Il est incarné par Jason Dohring.
Logan fait partie de la bande des 3/9 de Neptune High qui regroupe les enfants issus des quartiers riches de la ville de Neptune. C'est un garçon au caractère ambivalent qui apparaît tantôt comme mesquin,loyal, moqueur, violent, attentionné, protecteur... Il est le fils d'un grand acteur, Aaron Echolls. Il est par ailleurs le meilleur ami de Duncan Kane et le petit ami de Lilly Kane avant son décès, respectivement l'ex petit-ami et la meilleure amie de Veronica Mars. La mort de Lilly est venue bouleverser son amitié avec Veronica. Il rencontre Veronica alors qu'ils ont 12 ans, il venait d’emménager à Neptune. Il avoue plus tard que la 1er fois qu’il a vu Veronica il l'a trouvée sexy comme elle portait des shorts court (sa tenue de foot en réalité). Au fil de la saison 1, de nouvelles relations vont se tisser entre Veronica et Logan...

## Biographie
Logan est le fils de l'acteur Aaron Echolls et de Lynn Echolls. Il a une demi-sœur adoptive, Trina, et un demi-frère, Charlie.  Alors que Logan a de bonnes relations avec sa mère, il entretient des relations plus conflictuelles avec son père absent, à cause de sa carrière, et parfois violent. Sa mère consomme beaucoup de médicaments pour oublier les aventures extra-conjugales de son mari et sa violence. Après la révélation publique de l'adultère de son mari, Lynn se suicide en se jetant du haut d'un pont. Son père essaie alors de se rapprocher de son fils, bouleversé par la perte de sa mère et petit à petit y parvient. Entre la perte de Lilly et celle de sa mère, Logan laisse apparaître son côté auto-destructeur mais également brisé de l'intérieur. Son rapprochement avec Veronica va l'aider à aller de l'avant et faire son deuil. Mais tout est remis en question lorsque Veronica découvre l'identité du meurtrier de Lilly.   
À la fin de la saison 1, nous découvrons Logan, abasourdi par la découverte du meurtrier de Lilly. Ivre et déprimé, il se dirige vers le pont de Coronado, à l'endroit même où sa mère a perdu la vie, pour y défier le sort. Il est arrêté par Weevil et sa bande de motards avec qui une bagarre éclate. Logan est laissé inconscient sur le pont par la bande de motards, avec dans sa main l'arme qui a tué Félix l'un des membres du gang des motards. Ce meurtre va être un des fils conducteurs de la saison 2 et va peser sur les relations entre Logan et Veronica. Si on apprend très vite que Logan n'a pas tué Félix, son innocence reste difficile à prouver. On apprend à la fin de la saison qu'il faisait l'objet d'un coup monté par un membre du gang des motards, Thumper, et des Irlandais.  
Malgré toutes ces péripéties, Logan arrive à intégrer l'université et essaye de devenir plus mature même si ses vieux démons (le Mexique, la fête) lui jouent encore des tours. Très protecteur dans cette saison, Logan reste cependant légèrement irresponsable.  
Dans le film, nous retrouvons Logan 10 ans après avoir quitté l'université Hearst. Devenu militaire, il a mûri et est plus posé. Cependant, il se voit contraint de contacter Veronica, alors qu'ils ne se sont plus parlé depuis l'université, car il se voit accusé du meurtre de sa petite amie Carrie Bishop, une ancienne camarade de classe aujourd'hui connue sous son nom d'artiste, Bonnie DeVille. Il vit toujours en colocation avec Dick, son meilleur ami du lycée.
Dans la saison 4, il est toujours engagé dans les Marines et a fait de nombreuses missions notamment au Moyen-Orient pour l'Office of Naval Intelligence. Il revient vivre avec Veronica à Neptune. Ils ont un appartement près de la mer. Logan travaille un temps comme garde du corps pour Daniel Maloof, un membre du Congrès, dont le frère a été blessé lors de l'attentat à la bombe du Sea Sprite. Il doit ensuite repartir en mission pour une durée inconnue.

### Vie amoureuse

#### Saison 1
Au début de la série, Logan sort avec Caitlin Ford, jeune fille riche de Neptune, qu'il quitte rapidement lorsqu'il apprend qu'elle fréquente également l'un des membres de la bande de Weevil. On apprend au cours de la saison 1 que Logan était le petit-ami de Lilly Kane avant le décès de celle-ci. Au cours de la saison 1, il se rapproche de Veronica dont il tombe amoureux. Le couple se sépare entre les saisons 1 et 2.  

#### Saison 2
Alors que Veronica sort avec Duncan Kane, Logan entame une relation secrète avec Kendall Casablancas, la belle-mère de ses amis Dick et Cassidy Casabalancas. Cette liaison s’arrête lorsque Logan est à nouveau accusé de meurtre, après le témoignage d'un chirurgien plastique. Apprenant que ce nouveau témoin est compromis avec les Fitzpatrick, Logan entame avec lui une guerre psychologique en sortant avec sa fille Hannah à qui il révèle la toxicomanie de son père. Après avoir obtenu l'annulation du témoignage de son père, Hannah et Logan sont séparés car les parents de cette dernière l'envoient en pension dans le Vermont.
Il se rapproche alors à nouveau de Veronica à qui il déclare ses sentiments lors de la préfête de fin d'année. Cette dernière s'enfuit devant cette révélation et, lorsqu'elle revient le lendemain, elle découvre Kendall Casablancas dans la suite de Logan. 
Le soir de l'obtention des diplômes, Logan sauve la vie de Veronica menacée par Cassidy Casablancas et ils se remettent ensemble.

#### Saison 3
Lors de la saison 3, la relation entre Logan et Veronica s'enrichit et s'inscrit plus dans la durée. On peut ainsi s'apercevoir de l'amour qu'ils se portent l'un l'autre. Après l'agression de Veronica dans le parking, Logan devient très protecteur envers elle et lui demande à plusieurs reprises d’arrêter ses enquêtes. Face à son refus, il rompt rapidement avec elle. Alors qu'ils se remettent ensemble après l’arrestation de Mercer, Veronica découvre que Logan a eu une aventure avec Madison et le quitte à nouveau. Malgré sa brève relation avec Parker, Logan aime toujours profondément Veronica. C'est d'ailleurs la cause de sa rupture avec Parker qui n'est pas si dupe.

#### Film (2014)
Logan et Veronica ne se sont pas revus depuis neuf ans quand il l'appelle à son secours car il est accusé du meurtre de son ex-petite-amie, Carrie Bishop alias Bonnie DeVille pour la scène. Le couple se reformera lors de cette enquête, alors que Veronica s'est séparée de Piz. Il dira que leur histoire est épique, qu’elle traverse les époques. On peut considérer Veronica comme son amour de toujours.

#### Saison 4
Toujours engagé dans les Marines, Logan vit toujours une relation compliquée. Logan lui demande sa main, mais elle refuse instantanément. De plus, Logan souhaite que Veronica l'accompagne pour voir Jane, sa thérapeute. Mais la détective n'est pas du tout prête à cela. Cette pentalogie se conclut tout de même sur une note négative ; Veronica s'est finalement mariée avec Logan mais l'après-midi de leur mariage, une seconde avant de comprendre ce qui se passait, la bombe posée par Penn Epner destinée à tuer Veronica tua Logan trop proche de la bombe pour survivre.

## Centre d’intérêt
Logan aime le surf (avec son grand ami et colocataire Dick Casablancas) et les Pom-pom girls, tout comme les virées au Mexique et les soirées arrosées. Il adore aussi jouer aux jeux vidéo avec Duncan et Dick.

## Romans
Le personnage apparait également dans les romans The Thousand-Dollar Tan Line (2014) et Mr. Kiss and Tell (2015) de Rob Thomas et Jennifer Graham.